# 八代市立第五中学校
八代市立第五中学校（やつしろしりつ だいごちゅうがっこう）は、熊本県八代市豊原下町にある市立中学校。

## 沿革
- 1947年（昭和22年）4月22日 - 八代郡高田村立高田中学校設置
- 1954年（昭和29年）4月1日 - 八代市と合併、八代市立第五中学校と改名

## 著名な出身者
- 宮本秀明（プロ野球選手）